# (12415) Wakatatakayo
(12415) Wakatatakayo est un astéroïde de la ceinture principale.

## Description
(12415) Wakatatakayo est un astéroïde de la ceinture principale. Il fut découvert le 22 septembre 1995 à Kitami par Kin Endate et Kazuro Watanabe. Il présente une orbite caractérisée par un demi-grand axe de 2,28 UA, une excentricité de 0,17 et une inclinaison de 4,7° par rapport à l'écliptique.

## Compléments